# Pericyma albidentaria
Pericyma albidentaria är en fjärilsart som beskrevs av Freyer 1841. Pericyma albidentaria ingår i släktet Pericyma och familjen nattflyn. Inga underarter finns listade i Catalogue of Life.